# Platone II
Platon II, al secolo Platon Levšin (in russo Платон Левшин?; Čašnikovo, 29 giugno 1737 – 11 novembre 1812), è stato un monaco cristiano e teologo russo.
Metropolita di Mosca dal 1775 al 1811, personificò l'Età dei Lumi della Chiesa ortodossa russa.
Nato in un villaggio nei pressi di Mosca nella famiglia di un salmodista, fu educato in seminario e nella Accademia Slava Greca Latina di Mosca. Nel 1757 fu nominato insegnante di greco e retorica in quest'ultimo istituto e iniziò a distinguersi come oratore da pulpito. Quello stesso anno fu chiamato a reggere la cattedra di retorica al Monastero della Trinità di San Sergio. Qui prese i voti monacali con il nome di Platon e, nel 1761, fu nominato rettore del seminario del monastero. Un suo sermone nell'ottobre 1762 produsse un'impressione talmente favorevole nell'Imperatrice Caterina II che quest'ultima lo volle quale istruttore religioso dell'erede al trono, Pavel Petrovič, che allora aveva otto anni. A corte entrò in stretto contatto con Voltaire e gli enciclopedisti, evitando tuttavia di scontrarsi con loro sulle materie di fede.
Platon rimase nella Corte russa, conquistandosi persino l'ammirazione di Voltaire, fino al matrimonio dell'erede al trono con Maria Fëdorovna, figlia del Duca Federico II Eugenio di Württemberg, nel 1773. Durante tale periodo diede alle stampe, per l'uso del suo pupillo, la sua dottrina ortodossa, ovvero Un breve compendio di teologia Cristiana (Mosca, 1765), nel quale si possono individuare chiaramente le influenze del pensiero occidentale e persino del razionalismo. Allo stesso tempo nella sua opera attaccò duramente sia le dottrine Cattoliche che quelle Luterane, soprattutto per quel che riguarda la teoria della predestinazione. Questo catechismo fu seguito, un anno più tardi, dall'Esortazione della Chiesa Orientale di Cristo Cattolico-Ortodossa ai suoi figli, ora sulla Via dello Scisma, nella quale invocava, anche se con scarso successo, un trattamento più indulgente verso i Russi che dissentivano dalla dottrina ortodossa.
Nel 1768 Platon divenne membro del Santo Sinodo e nel 1770 fu nominato Vescovo di Tver'; ricoprì tale carica pur rimanendo a San Pietroburgo, diventato nel frattempo istruttore religioso della Gran Duchessa. Nel 1775 fu nominato Arcivescovo di Mosca, e durante i regni di Caterina II, Paolo e Alessandro I promosse lo sviluppo religioso, morale, intellettuale e materiale della sua arcidiocesi, mantenendo nel frattempo un'incessante attività letteraria.
Nel 1775 compose un catechismo ad uso del clero, nel 1776 un piccolo catechismo per bambini e uno in forma di dialogo, mentre la sua breve storia della Chiesa Russa (1777) rappresenta il primo saggio sistematico su questo argomento in russo. Nel 1787 accettò di diventare Metropolita di Mosca. Si stabilì in città passando talvolta l'inverno al Monastero della Trinità e l'estate al Monastero Pererva. Qui fece personalmente da supervisore agli studi dei seminaristi, tra cui ve ne erano tre destinati a succedergli dopo la sua morte al soglio vescovile.
Al confronto dei suoi predecessori Platon fu piuttosto indulgente con i Vecchi Credenti, permettendo loro di innalzare la prima cappella di tale culto a Mosca, presso il cimitero Preobraženskoe. Concluse inoltre un accordo, conosciuto come Edinoverie, già introdotto dall'Arcivescovo Nikephoros di Slov"jans'k, che permise alle comunità scismatiche di rientrare nella comunità ortodossa pur mantenendo le proprie forme di rituali.
Fu Platon a incoronare sia Paolo (1797) che Alessandro I (1801) ma nonostante le sue relazioni cordiali con la corte mantenne fino all'ultimo la propria risolutezza e indipendenza. Poco prima della propria dipartita contribuì ai lavori preparatori per la costituzione della Società russa della Bibbia che fu fondata nel 1812. Due mesi prima della sua morte, Platon fu evacuato da Mosca che stava per essere abbandonata alle truppe di Napoleone.
Le opere scelte di Platon, 500 delle quali erano costituite da sermoni, furono pubblicate a Mosca in venti volumi tra il 1779 e il 1807. Una traduzione inglese del catechismo da lui composto fu realizzata a Londra nel 1867 da una versione greca dell'originale.